# ساندي سامبسون
ساندي سامبسون هي ممثلة كندية، ولدت في 27 مايو 1978 بهاليفاكس في كندا.

## أعمال

### مسلسلات
- خارق للطبيعة

## وصلات خارجية
- ساندي سامبسون على موقع IMDb (الإنجليزية)
- ساندي سامبسون على موقع ميتاكريتيك (الإنجليزية)
- ساندي سامبسون على موقع روتن توميتوز (الإنجليزية)
- ساندي سامبسون على موقع ألو سيني (الفرنسية)
- ساندي سامبسون على موقع تيرنر كلاسيك موفيز (الإنجليزية)
- ساندي سامبسون على موقع أول موفي (الإنجليزية)
- ساندي سامبسون على موقع قاعدة بيانات الفيلم (الإنجليزية)
- ساندي سامبسون على موقع كينوبويسك (الروسية)